# 元詳
元详（476年—504年7月10日），字季豫，法名伏荣，河南郡洛阳县（今河南省洛阳市东）人，魏献文帝拓跋弘幼子（第七子），椒房高氏所生。

## 生平
太和九年（485年）封北海王，加侍中。他的大哥孝文帝元宏鼓励鲜卑与汉族通婚，元详聘娶吏部郎中荥阳郑懿的女儿。元详任尚书仆射。太和二十三年（499年），元详作为孝文帝的顾命大臣之一，以司空辅佐新君宣武帝元恪。彭城王元勰等人以孝文帝的遗诏赐孝文幽皇后死，元详派长秋卿白整进去给冯皇后送毒药。
元详想独揽大权，用阴谋将六哥元勰排挤，自己被皇帝任命为太傅，领司徒，侍中、录尚书事，贪财无厌，公私营贩，又抢夺良民宅第，威望很劣。元详妻子刘氏懦弱不嫉妒，元详则和堂叔安定王元燮的王妃高氏通奸，因为此关系，又与高氏的姐夫茹皓、刘胄、常季贤、陈扫静等往来稠密，专恣不法。高肇要掌握权力，首先要除掉诸王。宣武帝由于二叔咸阳王元禧谋反，对叔叔们都不信任，高肇诬告元详谋反，宣武帝深信不疑。
正始元年（504年）五月，查办元详罪状，定为谋逆，废为庶人，囚禁在太府寺。元详的母亲高太妃这时才知道元详和元燮的王妃私通之事，大骂：“你的妻妾成群，个个年轻美貌，为何偏要私通那个高丽贱女人，以致陷罪到这个地步呢？”元详的妻子是宋王刘昶之女，宋文帝劉義隆的孙女，高太妃又骂刘氏不知嫉妒，没有管好丈夫。命人打了元详一百多板，刘氏几十板。
正始元年六月十三日（504年7月10日），元详被囚禁不久就被元恪遣人秘密处决。详情一说是元详的几个家奴想把元详劫出来，秘密书写了名单，派侍婢交给元详。元详拿在手上刚要看，被门防主司（看守人员）发现了，突然跑进来把名单夺过来，上奏给宣武帝。元详大哭了几声，气绝而死。一说，元详被囚禁之后，母亲高氏、妻子刘氏时时前来相见，这天其母亲、妻子都不在，元详遂死在婢女的手里，守卫在外听见他大哭了几声就此毙命。元详以贪淫出了名，但确实没有谋反之意，被杀之后，远近叹息惊异。魏宣武帝诏令元详的葬礼回到南宅进行，诸王和皇室宗亲收到命令前往吊丧。朝廷赠给元详丧礼的物品全都依照了广陵王元羽的例子。
永平元年十月丁巳（508年11月15日），魏宣武帝诏令恢复元详原本的北海王爵位，谥号平王，以王的礼节下葬。

## 家庭

### 王妃
- 荥阳郑氏，北魏安东将军、秘书监、南阳文灵公郑羲孙女，吏部郎中郑懿之女
- 彭城绥舆里刘氏，宋文帝刘义隆孙女，北魏使持节、都督吴越楚彭城诸军事、大将军、开府、宋明王刘昶之女

### 妾
- 范氏，殷州刺史范遵的姐妹，生元颢

### 子女
- 元颢，北魏侍中、骠骑大将军、开府仪同三司、相州刺史、北海王，后一度称帝
- 元顼，北魏侍中、车骑将军、尚书左仆射、东海王
- 元保，早夭，高太妃为其制作造像记[1]
- 元氏，嫁北魏武卫将军、都督、陈留烈侯李神轨[6][7]

## 延伸阅读
[在维基数据编辑]
 《魏書·卷21上》，出自魏收《魏书》
 《北史/卷019》，出自李延壽《北史》

## 外部連結
- 淺談元詳造像記中研院數位典藏資源網